# Math.h
math.h és el fitxer de capçalera (.h) on es defineixen els prototips de funció de la llibreria de rutines matemàtiques del llenguatge de programació C que treballen sobre variables en coma flotant.

## Descripció de les funcions
Les funcions que operen amb angles i raons trigonomètriques usen radians com a unitat angular.
En el standard C99 les funcions operen amb variables del tipus double. Per suportar variables tipus float o long double hi ha versions de les funcions que hi afegeixen al nom els sufixes f i l respectivament.
|                                                               | Funció              | Descripció |
| ------------------------------------------------------------- | ------------------- | --- |
| Funcions de valors absoluts i residus                         | fabs                | retorna el valor absolut d'un valor en coma flotant |
| Funcions de valors absoluts i residus                         | fmod                | retorna el residu d'una divisió en coma flotant |
| Funcions de valors absoluts i residus                         | remainder           | retorna el residu amb signe d'una divisió en coma flotant |
| Funcions de valors absoluts i residus                         | remquo              | retorna el residu d'una divisió en coma flotant i els 3 darrers bits de l'operació de divisió                                                                        |
| Funcions de valors absoluts i residus                         | fma                 | retorna x*y+z sense perdre precisió en operacions intermèdies |
| Funcions de valors absoluts i residus                         | fmax                | retorna el màxim de dos valors en coma flotant |
| Funcions de valors absoluts i residus                         | fmin                | retorna el minim de dos valors en coma flotant |
| Funcions de valors absoluts i residus                         | fdim                | retorna la diferència positiva entre x i y |
| Funcions de valors absoluts i residus                         | nannanfnanl         | retorna un not-a-number (NaN), valor especial assignat a una variable en coma flotant                                                                                |
| Funcions d'exponencials i logarítmiques                       | exp                 | retorna e (base del logaritme natural) elevat a la potència donada                                                                                                   |
| Funcions d'exponencials i logarítmiques                       | exp2                | retorna 2 elevat a la potència donada |
| Funcions d'exponencials i logarítmiques                       | expm1               | retorna e elevat a la potència donada menys 1 |
| Funcions d'exponencials i logarítmiques                       | log                 | retorna el logaritme natural |
| Funcions d'exponencials i logarítmiques                       | log2                | retorna el logaritme en base 2 |
| Funcions d'exponencials i logarítmiques                       | log10               | retorna el logaritme en base 10 |
| Funcions d'exponencials i logarítmiques                       | log1p               | retorna el logaritme natural de 1 més el nombre donat |
| Funcions d'exponencials i logarítmiques                       | ilogb               | retorna la part sencera del logaritme en base FLT_RADIX (usualment =2) del valor absolut d'un nombre                                                                 |
| Funcions d'exponencials i logarítmiques                       | logb                | retorna el logaritme en base FLT_RADIX (usualment =2) |
| Funcions de potencies i arrels                                | sqrt                | retorna l'arrel quadrada |
| Funcions de potencies i arrels                                | cbrt                | retorna l'arrel cúbica |
| Funcions de potencies i arrels                                | hypot               | retorna la hipotenusa d'un triangle rectangle de catets x i y |
| Funcions de potencies i arrels                                | pow                 | eleva un nombre a la potència donada |
| Funcions trigonomètriques                                     | sin                 | retorna el sinus d'un angle expressat en radians |
| Funcions trigonomètriques                                     | cos                 | retorna el cosinus d'un angle expressat en radians |
| Funcions trigonomètriques                                     | tan                 | retorna la tangent d'un angle expressat en radians |
| Funcions trigonomètriques                                     | asin                | retorna l'arc-sinus |
| Funcions trigonomètriques                                     | acos                | retorna l'arc-cosinus |
| Funcions trigonomètriques                                     | atan                | retorna l'arc-tangent |
| Funcions trigonomètriques                                     | atan2               | retorna l'arc-tangent en el quadrant correcte, usa dos paràmetres (y i x)                                                                                            |
| Funcions hiperbòliques                                        | sinh                | retorna el sinus hiperbòlic |
| Funcions hiperbòliques                                        | cosh                | retorna el cosinus hiperbòlic |
| Funcions hiperbòliques                                        | tanh                | retorna la tangent hiperbòlica |
| Funcions hiperbòliques                                        | asinh               | retorna l'arc-sinus hiperbòlic |
| Funcions hiperbòliques                                        | acosh               | retorna l'arc-cosinus hiperbòlic |
| Funcions hiperbòliques                                        | atanh               | retorna l'arc-tangent hiperbòlica |
| Funcions Gamma i Error                                        | erf                 | retorna la funció d'Error |
| Funcions Gamma i Error                                        | erfc                | retorna la funció d'Error complementària |
| Funcions Gamma i Error                                        | lgamma              | retorna el logaritme natural del valor absolut de la funció Gamma |
| Funcions Gamma i Error                                        | tgamma              | retorna la funció Gamma |
| Operacions d'aproximació en sencers de valors en coma flotant | ceil                | retorna el sencer més proper, no menor al valor donat |
| Operacions d'aproximació en sencers de valors en coma flotant | floor               | retorna el sencer més proper, no major al valor donat |
| Operacions d'aproximació en sencers de valors en coma flotant | trunc               | retorna el sencer més proper, no major en valor absolut (valor més proper a 0) al valor donat                                                                        |
| Operacions d'aproximació en sencers de valors en coma flotant | roundlroundllround  | retorna el sencer més proper (si el valor és just entre dos sencers torna el més proper a 0). round retorna tipus double, lround retorna int i llround long long int |
| Operacions d'aproximació en sencers de valors en coma flotant | nearbyint           | retorna el sencer més proper usant el mode d'arrodoniment corrent |
| Operacions d'aproximació en sencers de valors en coma flotant | rintlrintllrint     | retorna el sencer més proper usant el mode d'arrodoniment corrent amb excepcions si el resultat difereix                                                             |
| Funcions de manipulació de coma flotant                       | frexp               | descompon un nombre entre mantisa i potència de 2 |
| Funcions de manipulació de coma flotant                       | ldexp               | multiplica un nombre per una potència de 2 |
| Funcions de manipulació de coma flotant                       | modf                | descompon un nombre en sencer i part fraccional |
| Funcions de manipulació de coma flotant                       | scalbnscalbln       | multiplica un nombre per una potència de FLT_RADIX |
| Funcions de manipulació de coma flotant                       | nextafternexttoward | amb 2 paràmetres, retorna el següent valor representable com a double després de from en direcció a to                                                               |
| Funcions de manipulació de coma flotant                       | copysign            | copia el signe d'un valor de coma flotant |
| Funcions de classificació                                     | fpclassify          | categoritza un valor de coma flotant donat |
| Funcions de classificació                                     | isfinite            | comprova si el nombre té valor finit |
| Funcions de classificació                                     | isinf               | comprova si el nombre és infinit |
| Funcions de classificació                                     | isnan               | comprova si el nombre és NaN |
| Funcions de classificació                                     | isnormal            | comprova si el nombre és normal |
| Funcions de classificació                                     | signbit             | comprova si el nombre és negatiu (retorna no-0 si és negatiu, 0 si és positiu o 0)                                                                                   |